# Multiplikatorenalgebra
Die Multiplikatorenalgebra, in Anlehnung an die englische Bezeichnung auch Multiplier-Algebra genannt, ist ein Konzept aus der mathematischen Theorie der C*-Algebren. Es handelt sich um die maximale Einbettung einer C*-Algebra als wesentliches zweiseitiges Ideal in eine C*-Algebra mit Einselement.

## Definitionen

### Zentralisatoren
Es sei {\displaystyle A} eine C*-Algebra. Eine lineare Abbildung {\displaystyle \rho :A\rightarrow A} heißt ein Links- bzw. Rechtszentralisator, falls
{\displaystyle \rho (ab)=\rho (a)b} bzw. {\displaystyle \rho (ab)=a\rho (b)} für alle {\displaystyle a,b\in A}.
Ein Doppelzentralisator ist ein Paar {\displaystyle (\rho _{1},\rho _{2})}, wobei
- {\displaystyle \rho _{1}} ist ein Rechtszentralisator,
- {\displaystyle \rho _{2}} ist ein Linkszentralisator und
- {\displaystyle \rho _{1}(a)b=a\rho _{2}(b)} für alle {\displaystyle a,b\in A}.[1]

### Multiplikatoren
Wir führen nun den Begriff des Multiplikators ein, dessen Definition einen Hilbertraum erfordert. Wir werden den Multiplikatorbegriff dann mit den Zentralisatoren in Zusammenhang bringen, um so die Unabhängigkeit von der Wahl des Hilbertraums sicherzustellen.
Eine C*-Algebra {\displaystyle A} kann man nach dem Satz von Gelfand-Neumark ohne Einschränkung als eine C*-Unteralgebra der Operatorenalgebra {\displaystyle B(H)} der beschränkten, linearen Operatoren auf einem Hilbertraum {\displaystyle H} auffassen, so dass {\displaystyle a\xi =0} für alle {\displaystyle a\in A} nur für {\displaystyle \xi =0} gilt. Man sagt dann, {\displaystyle A} operiere nicht-degeneriert auf {\displaystyle H}.
Ein Operator {\displaystyle x\in B(H)} heißt Links- bzw. Rechtsmultiplikator, falls {\displaystyle xA\subset A} bzw. {\displaystyle Ax\subset A}. Ein beidseitiger Multiplikator, oder schlicht Multiplikator, ist ein Operator aus {\displaystyle B(H)}, der sowohl Links- als auch Rechtsmultiplikator ist.
Ist {\displaystyle x} ein Links- bzw. Rechtsmultiplikator, so ist durch {\displaystyle \rho _{x}(a):=xa} bzw. {\displaystyle {\tilde {\rho }}_{x}(a):=ax} offenbar ein Links- bzw. Rechtszentralisator gegeben. Ist {\displaystyle x} Multiplikator, so ist {\displaystyle ({\tilde {\rho }}_{x},\rho _{x})} ein Zentralisator. Man kann zeigen, dass in dieser Situation die Abbildungen {\displaystyle x\mapsto \rho _{x},x\mapsto {\tilde {\rho }}_{x},x\mapsto ({\tilde {\rho }}_{x},\rho _{x})} bijektive Funktionen von der Menge aller Links-, Rechts- bzw. beidseitiger Multiplikatoren auf die Menge aller Links-, Rechts bzw. Doppelzentralisatoren sind. Insbesondere hängen die Multiplikatorenbegriffe nicht von der Wahl der Hilbertraums ab, auf dem {\displaystyle A} nicht-degeneriert operiert.
Die Menge {\displaystyle M(A)} aller Multiplikatoren ist offenbar eine C*-Algebra, sie heißt die Multiplikatorenalgebra von {\displaystyle A}. Konstruktionsgemäß ist {\displaystyle A} ein zweiseitiges Ideal in {\displaystyle M(A)}. {\displaystyle A} ist sogar ein wesentliches Ideal in {\displaystyle M(A)}, das heißt, {\displaystyle A} hat mit jedem von 0 verschiedenen, zweiseitigen Ideal einen von 0 verschiedenen Durchschnitt.

### Strikte Topologie
Neben der Normtopologie betrachtet man auf der Multiplikatorenalgebra {\displaystyle M(A)} noch die sogenannte strikte Topologie. Diese ist die lokalkonvexe Topologie, die von allen Halbnormen {\displaystyle p_{a}(x):=\|ax\|+\|xa\|,a\in A} erzeugt wird.

## Beispiele
- Hat {\displaystyle A} ein Einselement 1, so ist {\displaystyle M(A)=A}, denn für jeden Linksmultiplikator {\displaystyle x} gilt dann {\displaystyle x=x1\in A}.
- Ist {\displaystyle K} die C*-Algebra der kompakten Operatoren über einem Hilbertraum {\displaystyle H}, so ist {\displaystyle M(K)=B(H)}.
- Sei {\displaystyle A=C_{0}(X)} die kommutative C*-Algebra der C0-Funktionen auf einem lokalkompakten Hausdorffraum {\displaystyle X}. Dann ist {\displaystyle M(A)} isomorph zur C*-Algebra der beschränkten, stetigen Funktionen auf {\displaystyle X} und diese ist wieder isomorph zur C*-Algebra {\displaystyle C(\beta X)} der stetigen Funktionen auf der Stone-Čech-Kompaktifizierung {\displaystyle \beta X}. Bekanntlich ist die Stone-Čech-Kompaktifizierung gemäß ihrer universellen Eigenschaft eine "größte" Kompaktifizierung. Für den Fall allgemeiner C*-Algebren gilt folgende Verallgemeinerung dieses topologischen Sachverhalts:[3]

- Ist {\displaystyle A} eine C*-Algebra, die zweiseitiges, wesentliches Ideal in einer C*-Algebra {\displaystyle B} ist, so gibt es einen injektiven *-Homomorphismus {\displaystyle B\rightarrow M(A)}, dessen Einschränkung auf {\displaystyle A} die Identität ist.

Den Übergang zur Multiplikatorenalgebra kann man daher als „nicht-kommutative Stone-Čech-Kompaktifizierung“ bezeichnen.
- Ist {\displaystyle A=C_{0}(X)\otimes B} mit einem lokalkompakten Hausdorffraum {\displaystyle X} und einer C*-Algebra {\displaystyle B}, so ist {\displaystyle M(A)} isomorph zur C*-Algebra aller stetigen Funktionen {\displaystyle \beta X\rightarrow M(B)}, wobei {\displaystyle M(B)} die strikte Topologie trägt.[4]

## Weitere Begriffe
Ist {\displaystyle A} eine C*-Algebra, so heißt {\displaystyle Q(A):=M(A)/A} die äußere Algebra. Die äußere Algebra der C*-Algebra {\displaystyle K} der kompakten Operatoren ist die Calkin-Algebra.
Da die Multiplikatorenalgebra einer C*-Algebra mit Einselement nichts Neues bringt, tensoriert man erst mit {\displaystyle K}, um zu einer C*-Algebra ohne Einselement zu gelangen, und bildet dann die Multiplikatorenalgebra bzw. äußere Algebra:
{\displaystyle M^{s}(A):=M(A\otimes K)}, {\displaystyle Q^{s}(A):=Q(A\otimes K)}.
Diese nennt man die stabile Multiplikatorenalgebra bzw. stabile äußere Algebra.
Die Stabilität spielt in der K-Theorie der C*-Algebren eine wichtige Rolle. Es gilt der Satz::
- Für jede C*-Algebra {\displaystyle A} ist {\displaystyle K_{0}(M^{s}(A))=0} und {\displaystyle K_{1}(M^{s}(A))=0}, wobei mit 0 die triviale einelementige Gruppe bezeichnet sei. Kurz: Die K-Gruppen einer stabilen Multiplikatorenalgebra verschwinden.

Als Anwendung zeigen wir
{\displaystyle K_{i}(A)\cong K_{1-i}(Q^{s}(A)),\,i=0,1}
Dazu betrachten wir die aus der kurzen exakten Sequenz
{\displaystyle 0\rightarrow A\otimes K\rightarrow M^{s}(A)\rightarrow Q^{s}(A)\rightarrow 0}
mittels Bott-Periodizität gewonnene zyklische exakte Sequenz
Da nun die mittleren Gruppen jeder Zeile nach obigem Satz verschwinden, müssen die senkrechten Pfeile wegen der Exaktheit Isomorphismen sein. Da die K-Theorie invariant gegen Stabilisierung ist, das heißt, es gilt {\displaystyle K_{i}(A)\cong K_{i}(A\otimes K),\,i=0,1}, folgt obige Behauptung.